# Crangonyx grandimanus
Crangonyx grandimanus es una especie de crustáceo de la familia Crangonyctidae.
Es endémica de los Estados Unidos de América.